# Kerstin Emich
Kerstin Emich, po mężu Birod (ur. 14 grudnia 1962 w Rüsselsheim am Main) – niemiecka judoczka. Olimpijka z Barcelony 1992, gdzie zajęła szesnaste miejsce w wadze ekstralekkiej.
Piąta na mistrzostwach świata w 1989; uczestniczka zawodów w 1987. Startowała w Pucharze Świata w latach 1989–1992. Piąta na mistrzostwach Europy w 1990 i 1991 roku, a także zdobyła trzy medale w drużynie.

## Letnie Igrzyska Olimpijskie 1992
| Konkurencja | Rundy eliminacyjne    | Rundy eliminacyjne       | Klas. końcowa |
| Konkurencja | 1/32                  | 1/16                     | Miejsce       |
| ----------- | --------------------- | ------------------------ | ------------- |
| 48 kg       | Huang Yu-shin (TPE) Z | Giovanna Tortora (ITA) P | 16.           |